# Wimbledon-mesterskabet i mixed double 2017
Wimbledon-mesterskabet i mixed double 2017 var den 95. turnering om Wimbledon-mesterskabet i mixed double. Turneringen var en del af Wimbledon-mesterskaberne 2017 og blev spillet i All England Lawn Tennis and Croquet Club i London, Storbritannien i perioden 7. - 16. juli 2017 med deltagelse af 48 par.
Mesterskabet blev vundet af det førsteseedede par, Jamie Murray og Martina Hingis, som i finalen besejrede de forsvarende mestre, Henri Kontinen og Heather Watson, med 6-4, 6-4. Murray og Hingis dannede par for første gang, efter at schweizeren havde afbrudt sit faste partnerskab med Leander Paes.
Sejren betød, at Jamie Murray vandt Wimbledon-mesterskabet i mixed double for anden gang i sin karriere, eftersom han ti år tidligere havde vundet titlen for første gang sammen med Jelena Jankovic. Det var Murrays fjerde grand slam-titel i alt i hans karriere, idet han i 2016 også havde vundet to grand slam-titler i herredouble sammen med Bruno Soares. For Martina Hingis var sejren den 23. grand slam-titel karrieren, og det var også anden gang, at schweizeren sejrede i Wimbledon-mesterskabet i mixed double. Hendes første triumf blev hjemført i 2015 i samarbejde med Leander Paes. Det var i øvrigt sjette gang i karrieren, at Hingis vandt en grand slam-titel i mixed double, og sejren var ligeledes hendes sjette Wimbledon-titel i alt.

## Pengepræmier
Den samlede præmiesum til spillerne i mixed double androg £ 368.000 (ekskl. per diem), hvilket var det samme som året før.
| Resultat               | Pengepræmier | Pengepræmier | Ændring ift. 2016 |
| Resultat               | Pr. par      | Total        | Ændring ift. 2016 |
| ---------------------- | ------------ | ------------ | ----------------- |
| Vindere (1)            | £ 100.000    | £ 100.000    | -                 |
| Finalister (1)         | £ 50.000     | £ 50.000     | -                 |
| Semifinalister (2)     | £ 25.000     | £ 50.000     | -                 |
| Kvartfinalister (4)    | £ 12.000     | £ 48.000     | -                 |
| Tabere i 3. runde (8)  | £ 6.000      | £ 48.000     | -                 |
| Tabere i 2. runde (16) | £ 3.000      | £ 48.000     | -                 |
| Tabere i 1. runde (16) | £ 1.500      | £ 24.000     | -                 |
| Samlet præmiesum       | -            | £ 368.000    | 0 %               |

## Turnering

### Deltagere
Turneringen havde deltagelse af 48 par, der var fordelt på:
- 43 direkte kvalificerede par i form af deres ranglisteplacering pr. 3. juli 2017.
- 5 par, der havde modtaget et wildcard (markeret med WC).

#### Seedede spillere
De 16 bedste par blev seedet:
| Seedning | Rang. | Spillere                                 | Resultat     |
| -------- | ----- | ---------------------------------------- | ------------ |
| 1        | 8     | Jamie Murray Martina Hingis              | Mestre       |
| 2        | 10    | Bruno Soares Jelena Vesnina              | Semifinale   |
| 3        | 14    | Łukasz Kubot Chan Yung-Jan               | Meldte afbud |
| 4        | 18    | Ivan Dodig Sania Mirza                   | Tredje runde |
| 5        | 24    | Édouard Roger-Vasselin Andrea Hlaváčková | Anden runde  |
| 6        | 32    | Rajeev Ram Casey Dellacqua               | Anden runde  |
| 7        | 34    | Raven Klaasen Katarina Srebotnik         | Anden runde  |
| 8        | 43    | Jean-Julien Rojer Chan Hao-Ching         | Anden runde  |
| 9        | 43    | Juan Sebastián Cabal Abigail Spears      | Tredje runde |
| 10       | 44    | Rohan Bopanna Gabriela Dabrowski         | Kvartfinale  |
| 11       | 46    | Daniel Nestor Andreja Klepač             | Tredje runde |
| 12       | 50    | Maks Mirnyj Jekaterina Makarova          | Tredje runde |
| 13       | 52    | Aisam-ul-Haq Qureshi Anna-Lena Grönefeld | Anden runde  |
| 14       | 68    | Marcin Matkowski Květa Peschke           | Anden runde  |
| 15       | 71    | Michael Venus Barbora Krejčíková         | Tredje runde |
| 16       | 79    | Roman Jebavý Lucie Hradecká              | Tredje runde |

#### Wildcards
Fem par modtog et wildcard til turneringen.
| Spiller                     | Resultat     |
| --------------------------- | ------------ |
| Liam Broady Naomi Broady    | Anden runde  |
| Dominic Inglot Laura Robson | Første runde |
| Joe Salisbury Katy Dunne    | Første runde |
| Ken Skupski Jocelyn Rae     | Kvartfinale  |
| Neal Skupski Anna Smith     | Anden runde  |

### Resultater

#### Kvartfinaler, semifinaler og finale
| Jamie Murray   |
| Martina Hingis |

| Ken Skupski |
| Jocelyn Rae |

| Jamie Murray   |
| Martina Hingis |

| Marcelo Demoliner     |
| M.J. Martínez Sánchez |

| Marcelo Demoliner     |
| M.J. Martínez Sánchez |

| Mate Pavić        |
| Ljudmyla Kitjenok |

| Jamie Murray   |
| Martina Hingis |

| Rohan Bopanna      |
| Gabriela Dabrowski |

| Henri Kontinen |
| Heather Watson |

| Henri Kontinen |
| Heather Watson |

| Henri Kontinen |
| Heather Watson |

| Andre Begemann  |
| Nicole Melichar |

| Bruno Soares   |
| Jelena Vesnina |

| Bruno Soares   |
| Jelena Vesnina |

#### Første, anden og tredje runde
| Jamie Murray   |
| Martina Hingis |

| Bye |
|     |

| Jamie Murray   |
| Martina Hingis |

| Neal Skupski |
| Anna Smith   |

| Neal Skupski |
| Anna Smith   |

| Joe Salisbury |
| Katy Dunne    |

| Jamie Murray   |
| Martina Hingis |

| Wesley Koolhof |
| Demi Schuurs   |

| Roman Jebavý   |
| Lucie Hradecká |

| Liam Broady  |
| Naomi Broady |

| Liam Broady  |
| Naomi Broady |

| Bye |
|     |

| Roman Jebavý   |
| Lucie Hradecká |

| Roman Jebavý   |
| Lucie Hradecká |

| Maks Mirnyj         |
| Jekaterina Makarova |

| Bye |
|     |

| Maks Mirnyj         |
| Jekaterina Makarova |

| Andrés Molteni |
| Xenia Knoll    |

| Philipp Petzschner |
| Kirsten Flipkens   |

| Philipp Petzschner |
| Kirsten Flipkens   |

| Maks Mirnyj         |
| Jekaterina Makarova |

| Divij Sharan  |
| Yang Zhaoxuan |

| Ken Skupski |
| Jocelyn Rae |

| Ken Skupski |
| Jocelyn Rae |

| Ken Skupski |
| Jocelyn Rae |

| Bye |
|     |

| Édouard Roger-Vasselin |
| Andrea Hlaváčková      |

| Édouard Roger-Vasselin |
| Andrea Hlaváčková      |

| Brydan Klein |
| Harriet Dart |

| Bye |
|     |

| Brydan Klein |
| Harriet Dart |

| Scott Lipsky      |
| Alla Kudrjavtseva |

| John Peers     |
| Sabine Lisicki |

| John Peers     |
| Sabine Lisicki |

| John Peers     |
| Sabine Lisicki |

| John-Patrick Smith |
| Sloane Stephens    |

| Marcelo Demoliner     |
| M.J. Martínez Sánchez |

| Marcelo Demoliner     |
| M.J. Martínez Sánchez |

| Marcelo Demoliner     |
| M.J. Martínez Sánchez |

| Bye |
|     |

| Marcin Matkowski |
| Květa Peschke    |

| Marcin Matkowski |
| Květa Peschke    |

| Juan Sebastián Cabal |
| Abigail Spears       |

| Bye |
|     |

| Juan Sebastián Cabal |
| Abigail Spears       |

| Nicholas Monroe |
| Asia Muhammad   |

| Artem Sitak  |
| Olga Savtjuk |

| Artem Sitak  |
| Olga Savtjuk |

| Juan Sebastián Cabal |
| Abigail Spears       |

| Mate Pavić        |
| Ljudmyla Kitjenok |

| Mate Pavić        |
| Ljudmyla Kitjenok |

| Marcus Daniell |
| Darija Jurak   |

| Mate Pavić        |
| Ljudmyla Kitjenok |

| Bye |
|     |

| Raven Klaasen      |
| Katarina Srebotnik |

| Raven Klaasen      |
| Katarina Srebotnik |

| Jean-Julien Rojer |
| Chan Hao-Ching    |

| Bye |
|     |

| Jean-Julien Rojer |
| Chan Hao-Ching    |

| André Sá     |
| Raquel Atawo |

| Nikola Mektić |
| Ana Konjuh    |

| Nikola Mektić |
| Ana Konjuh    |

| Nikola Mektić |
| Ana Konjuh    |

| Leander Paes |
| Xu Yifan     |

| Rohan Bopanna      |
| Gabriela Dabrowski |

| Fabrice Martin |
| Raluca Olaru   |

| Fabrice Martin |
| Raluca Olaru   |

| Bye |
|     |

| Rohan Bopanna      |
| Gabriela Dabrowski |

| Rohan Bopanna      |
| Gabriela Dabrowski |

| Aisam-ul-Haq Qureshi |
| Anna-Lena Grönefeld  |

| Bye |
|     |

| Aisam-ul-Haq Qureshi |
| Anna-Lena Grönefeld  |

| Nenad Zimonjić     |
| Viktoryja Azaranka |

| Henri Kontinen |
| Heather Watson |

| Henri Kontinen |
| Heather Watson |

| Henri Kontinen |
| Heather Watson |

| Yusuke Watanuki |
| Makoto Ninomiya |

| Ivan Dodig  |
| Sania Mirza |

| Dmitrij Tursunov |
| Daria Gavrilova  |

| Yusuke Watanuki |
| Makoto Ninomiya |

| Bye |
|     |

| Ivan Dodig  |
| Sania Mirza |

| Ivan Dodig  |
| Sania Mirza |

| Rajeev Ram      |
| Casey Dellacqua |

| Bye |
|     |

| Rajeev Ram      |
| Casey Dellacqua |

| Dominic Inglot |
| Laura Robson   |

| Andre Begemann  |
| Nicole Melichar |

| Andre Begemann  |
| Nicole Melichar |

| Andre Begemann  |
| Nicole Melichar |

| James Cerretani |
| Renata Voráčová |

| Daniel Nestor  |
| Andreja Klepač |

| Purav Raja |
| Eri Hozumi |

| Purav Raja |
| Eri Hozumi |

| Bye |
|     |

| Daniel Nestor  |
| Andreja Klepač |

| Daniel Nestor  |
| Andreja Klepač |

| Michael Venus      |
| Barbora Krejčíková |

| Bye |
|     |

| Michael Venus      |
| Barbora Krejčíková |

| Cameron Norrie |
| Katie Swan     |

| Mikhail Jelgin      |
| Anastasia Rodionova |

| Mikhail Jelgin      |
| Anastasia Rodionova |

| Michael Venus      |
| Barbora Krejčíková |

| Jack Sock    |
| Madison Keys |

| Bruno Soares   |
| Jelena Vesnina |

| Guillermo Durán |
| Alicja Rosolska |

| Jack Sock    |
| Madison Keys |

| Bye |
|     |

| Bruno Soares   |
| Jelena Vesnina |

| Bruno Soares   |
| Jelena Vesnina |